# آيت عمر أو ابراهيم (آيت ملوان)
آيت عمر أو إبراهيم هو دُوَّار يقع بجماعة آيت سدرات الجبل العليا، إقليم تنغير، جهة درعة تافيلالت في المملكة المغربية. ينتمي الدوّار لمشيخة آيت ملوان التي تضم 5 دواوير. يقدر عدد سكانه بـ 413 نسمة حسب الإحصاء الرسمي للسكان والسكنى لسنة 2004.

## وصلات خارجية
- البوابة الوطنية للجماعات الترابية
- المندوبية السامية للتخطيط